# Douglas hästspårväg

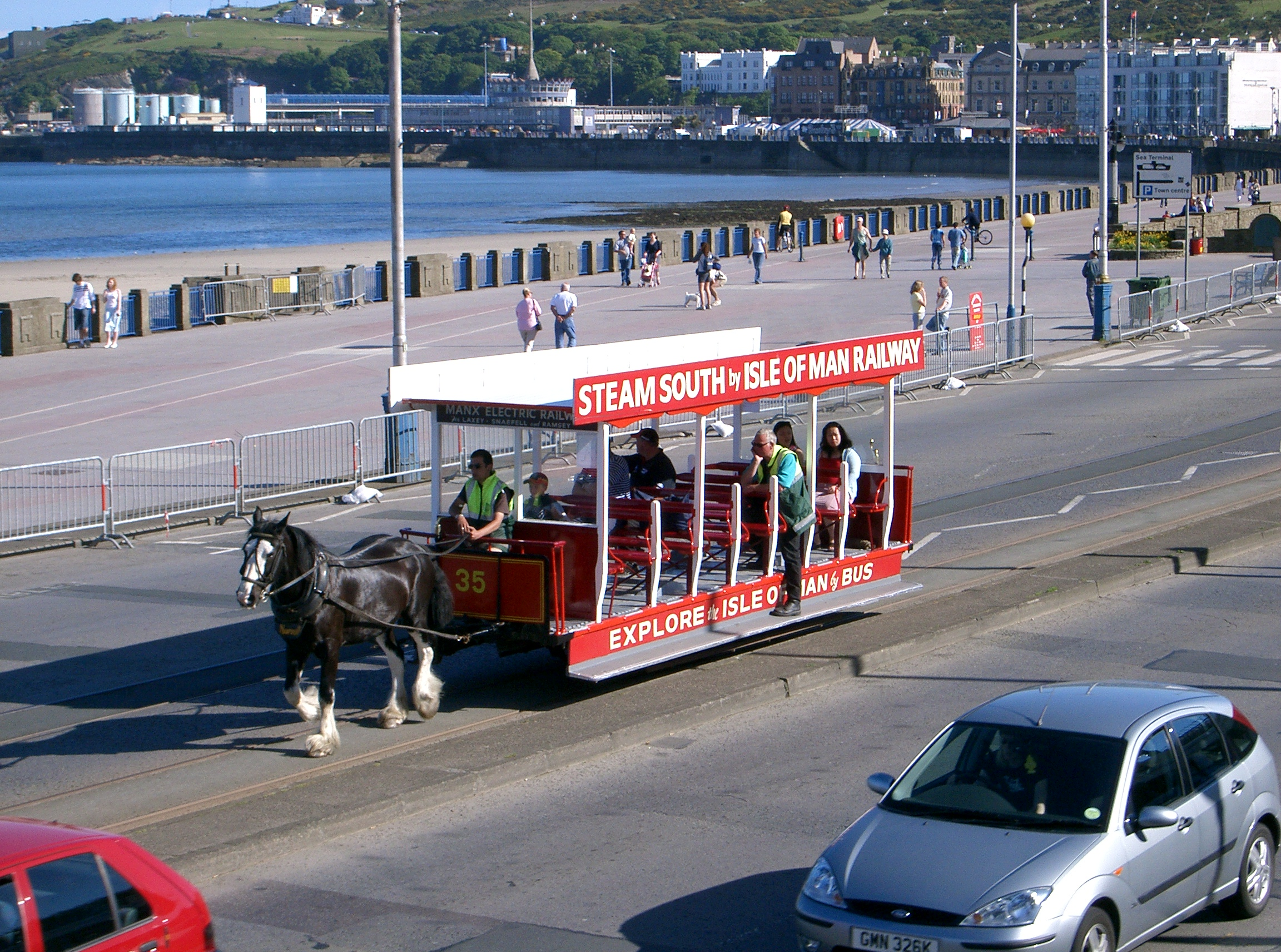
Douglas hästspårväg

Douglas hästspårväg finns i staden Douglas på Isle of Man. Den har en rutt från den södra terminalen vid Victoria Pier till den norra terminalen vid Derby Castle. Det är en sträcka på ungefär tre kilometer. Spårvidden är 914 millimeter och den är dubbelspårig nästan hela vägen. 
Hästspårvägen togs i bruk år 1876 och har, förutom en liten period under andra världskriget, varit i trafik ända sedan dess. Sedan år 1927 är spårvagnarna bara i bruk under sommarhalvåret. Hästspårvägen omfattar 23 vagnar och 45 hästar. Spårvagnarna ägs och drivs av Douglas Borough Council.